# Kyphosidae
Famille
Les Kyphosidae sont une famille de poissons de l’ordre des Perciformes et du sous-ordre des Percoïdés.

## Taxonomie
Le statut taxonomique des Kyphosidae est controversé. De fait, on a considéré que cette famille contenait cinq sous-familles : Girellinae, Kyphosinae, Microcanthinae, Parascorpidinae et Scorpidinae. Cependant, une approche alternative consiste à attribuer à chacun de ces taxons le statut de famille, c'est-à-dire Girellidae, Kyphosidae, Microcanthidae, Parascorpididae et Scorpididae car leurs affinités restent floues. De plus, les études de phylogénie moléculaire ont conclu que cette dernière approche est plus réaliste.
Dès lors, on considère que la famille des Kyphosidae contient 15 espèces dans quatre genres qui sont :  Hermosilla (Jenkins et Evermann, 1889), Kyphosus (Lacepède, 1801), Neoscorpis (Smith, 1931) et enfin Sectator (Jordan et Evermann, 1903).
Les genres Hermosilla, Neoscorpis et Sectator sont tous monotypiques, tandis que le genre Kyphosus comprend à l'heure actuelle 12 espèces.

## Description générale
La famille des Kyphosidae, de taille modérée à grande, est caractérisée par un corps de forme ovale qui varie en longueur et en largeur. La tête a un aspect pointu et les dents sont lancéolées ressemblant à des incisives.
Les écailles sont rugueuses et couvrent le corps à partir de la région post-orbitaire de l'opercule, de la joue et postérieurement de la nageoire caudale. La région inter-orbitaire peut ne pas avoir d’écailles comme elle peut en avoir tandis que la région pré-orbitale ne contient pas d’écailles.
Quant à la couleur, elle varie selon le genre. Le poisson peut être de couleur grise à argentée, bleue, bronze ou vert olive sur un fond argenté et il peut avoir des bandes verticales plus sombres.
Ensuite, toutes les espèces de Kyphosidae sont herbivores, à l'exception du genre Sectator  qui se nourrit de zooplancton.
De plus, étant donné qu’ils se nourrissent principalement de grandes algues sur les récifs des mers tropicales et subtropicales du monde entier, ils sont donc importants dans les récifs coralliens car leur activité sert de régulateur dans la compétition algues-coraux, permettant d’éviter que les algues prennent le dessus sur les coraux. Ils jouent donc un rôle vital dans la résilience des récifs coralliens par une prédation intense des macro-algues.
Enfin, ils ont une reproduction sexuée et ils sont tous ovipares.

## Écologie et habitat
La famille Kyphosidae est largement distribuée dans les océans Atlantique, Indien et Pacifique.
Le genre Sectator se trouve dans tout le Pacifique depuis l'Amérique centrale jusqu'au Japon. Hermosilla est limité au Pacifique central et oriental tandis que Neoscorpis est limité à l'est de l'Afrique du Sud, au sud du Mozambique et à Fort-Dauphin à Madagascar. Kyphosus est plus largement distribué. En effet, on le retrouve dans l’océan Pacifique, Atlantique et Indien.
Ce sont des poissons qui vivent en bancs dans les eaux peu profondes, généralement près des côtes, sur des fonds rocheux ou des récifs coralliens. Les juvéniles sont principalement pélagiques et se trouvent généralement parmi les algues flottantes.

## Liste des genres et des espèces
Selon la révision taxonomique de Knudsen et Clements (2013):
- Genre Hermosilla (Jenkins et Evermann, 1889)
  - Hermosilla azurea
- Genre Kyphosus (Lacépède, 1801)
  - Kyphosus analogus
  - Kyphosus bigibbus
  - Kyphosus cinerascens
  - Kyphosus cornelii
  - Kyphosus elegans
  - Kyphosus gladius
  - Kyphosus hawaiiensis
  - Kyphosus lutescens
  - Kyphosus pacificus
  - Kyphosus sectatrix
  - Kyphosus sydneyanus
  - Kyphosus vaigiensis
- Genre Neoscorpis (Smith, 1931)
  - Neoscorpis lithophilus
- Genre Sectator (Jordan et Evermann, 1903)
  - Sectator ocyurus

## Liste des sous-familles
| Selon World Register of Marine Species (10 septembre 2014) : - sous-famille Girellinae - genre Girella Gray, 1835 - genre Glyphodes Guichenot, 1863 - genre Graus - sous-famille Kyphosinae - genre Hermosilla - genre Kyphosus Lacepède, 1802 - genre Sectator - sous-famille Microcanthinae - genre Atypichthys - genre Microcanthus - genre Neatypus - genre Tilodon - sous-famille Scorpidinae - genre Bathystethus - genre Labracoglossa Peters, 1866 - genre Medialuna - genre Neoscorpis Smith, 1931 - genre Scorpis | Selon ITIS (10 septembre 2014) : - sous-famille Girellinae - genre Girella Gray, 1835 - genre Graus Philippi, 1887 - sous-famille Kyphosinae - genre Hermosilla Jenkins et Evermann, 1889 - genre Kyphosus Lacepède, 1801 - genre Neoscorpis Smith, 1931 - genre Sectator Jordan et Fesler, 1893 - sous-famille Microcanthinae Johnson, 1984 - genre Atypichthys Günther, 1862 - genre Microcanthus Swainson, 1839 - genre Neatypus Waite, 1905 - genre Tilodon Thominot, 1881 - sous-famille Parascorpidinae Johnson, 1984 - genre Parascorpis Bleeker, 1875 - sous-famille Scorpidinae - genre Bathystethus Gill, 1893 - genre Labracoglossa Peters, 1866 - genre Medialuna Jordan et Fesler, 1893 - genre Scorpis Valenciennes in Cuvier et Valenciennes, 1832 |

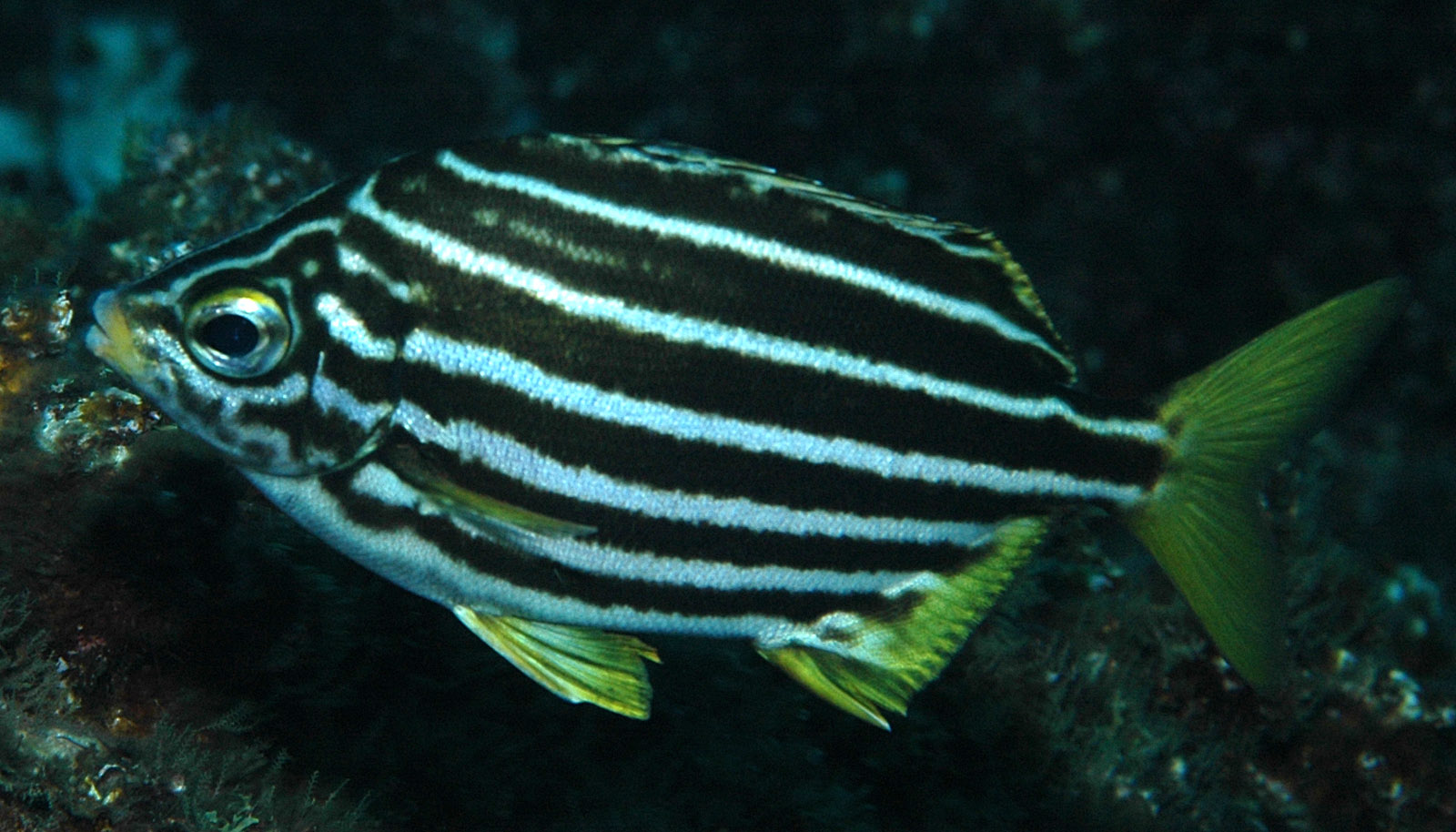
Atypicthys latus
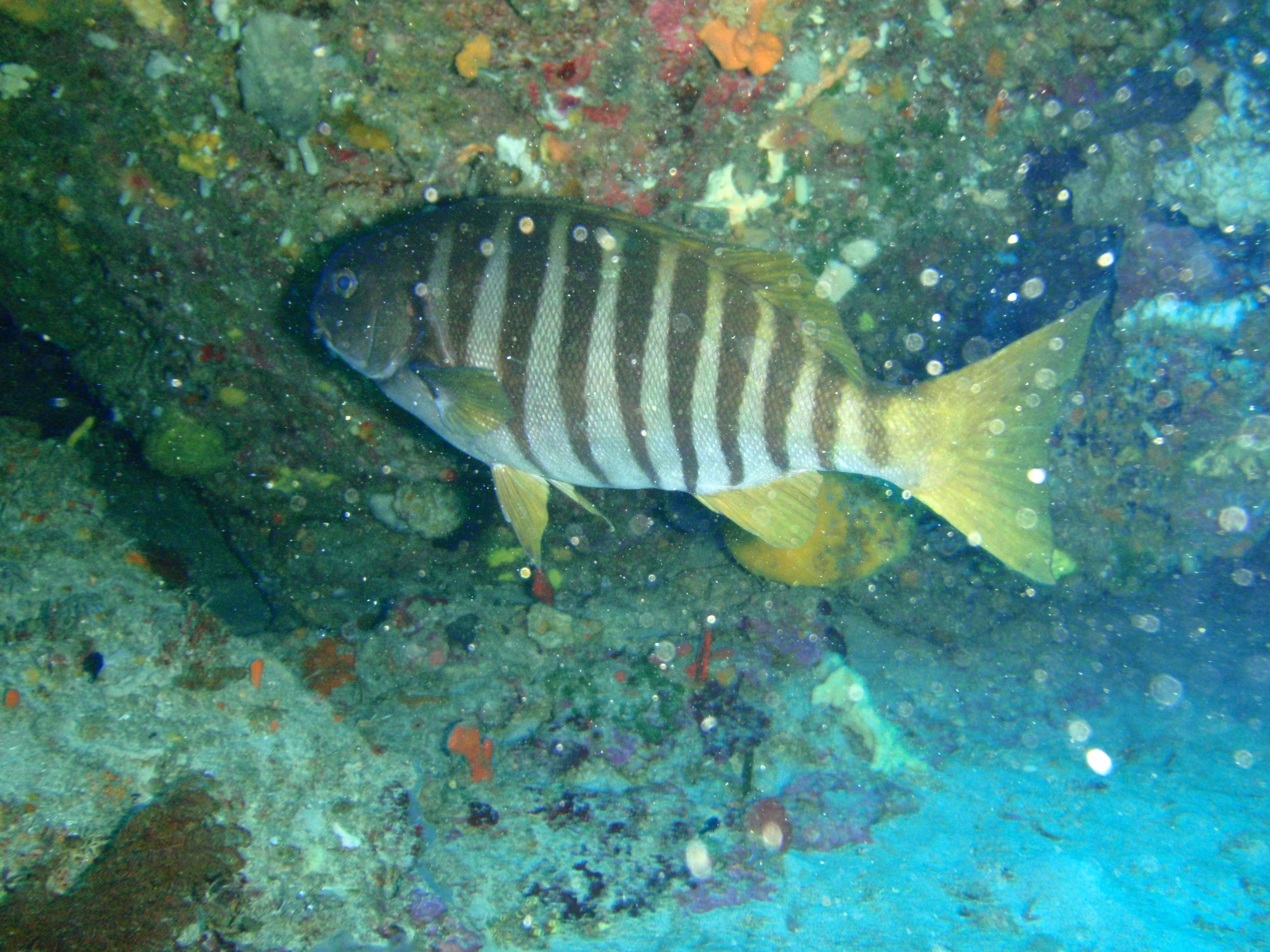
Girella zebra
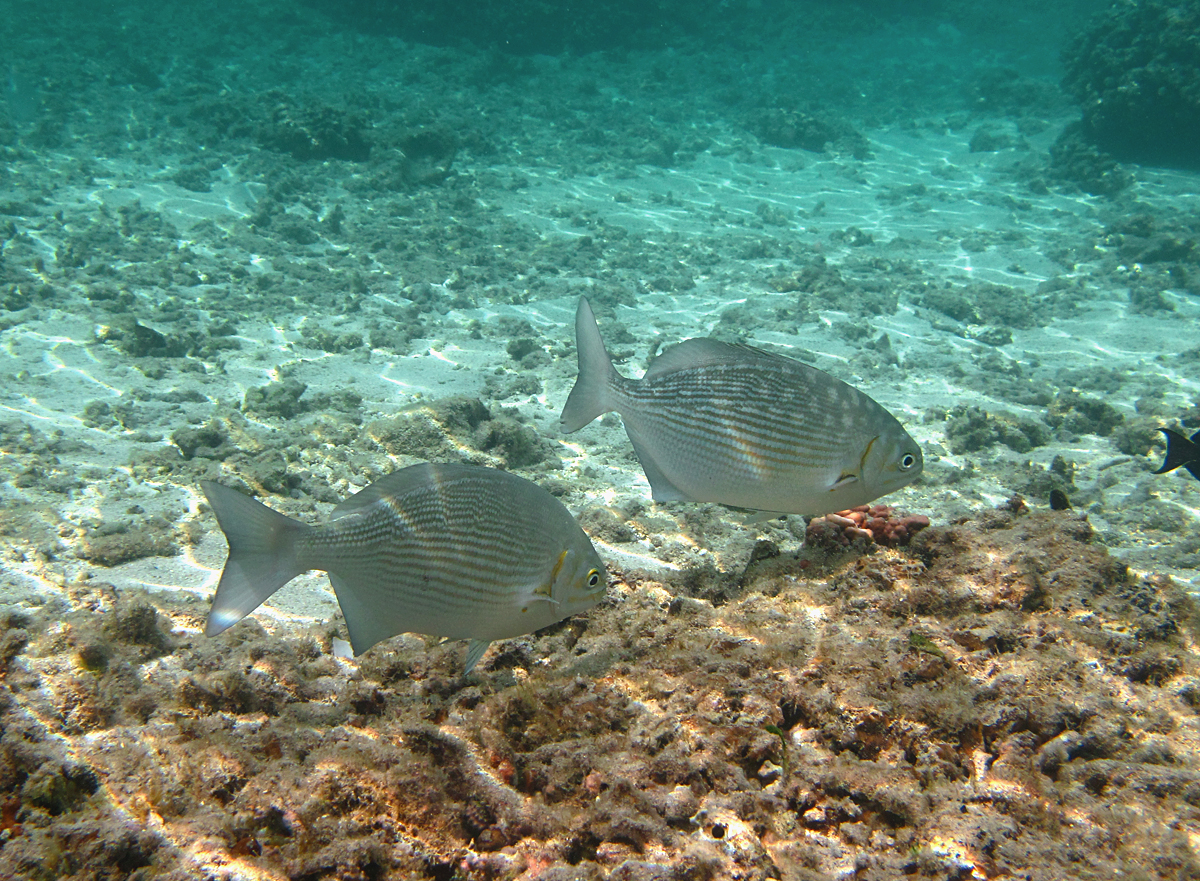
Kyphosus cinerascens
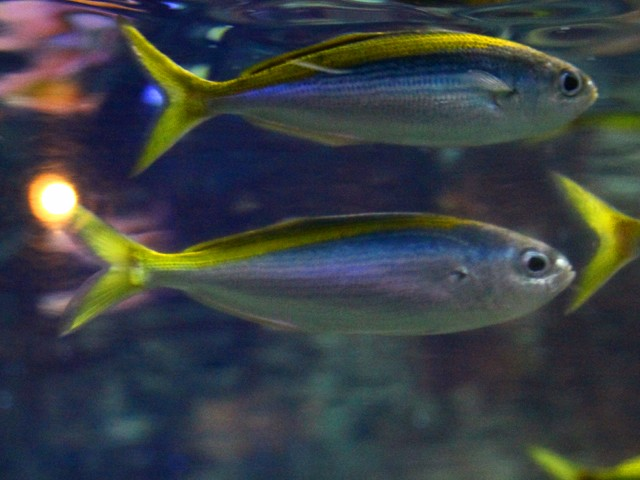
Labracoglossa argentiventris
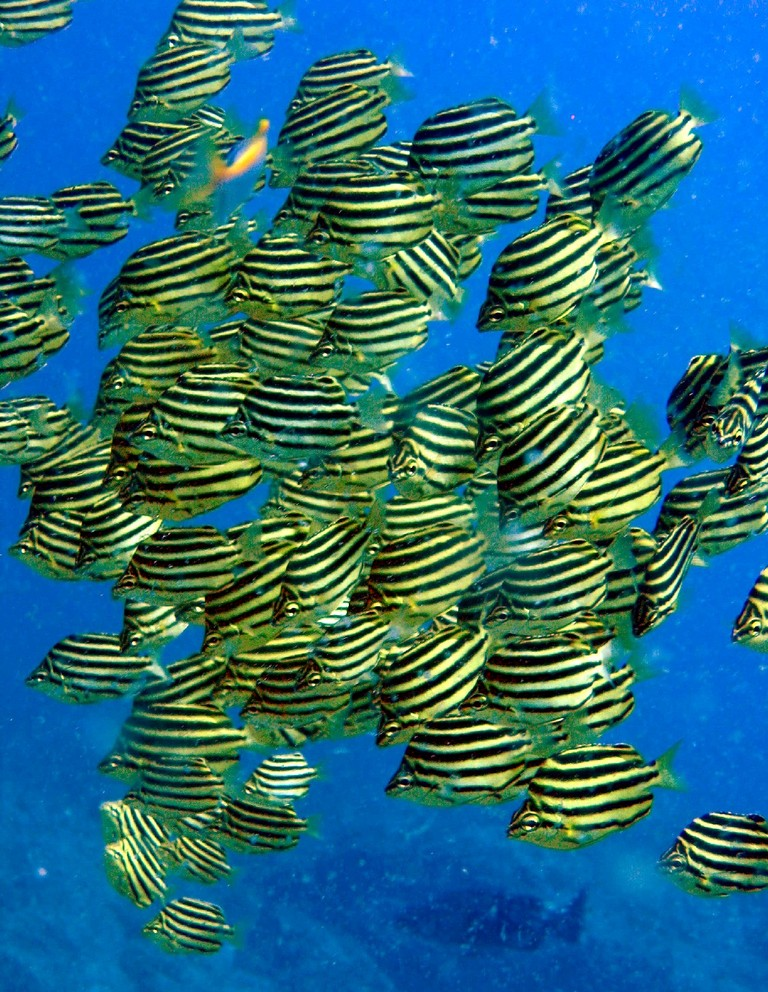
Microcanthus strigatus
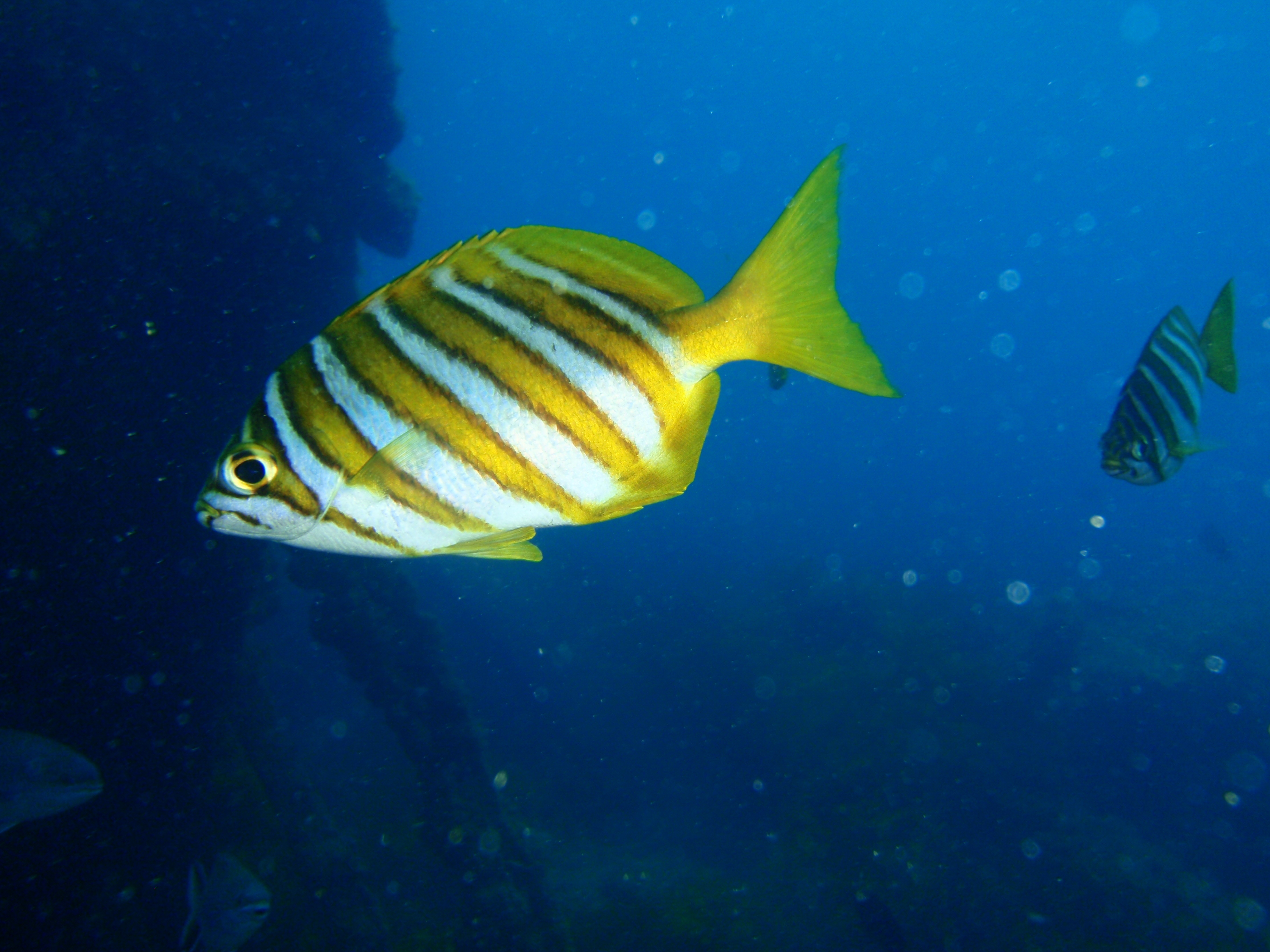
Neatypus obliquus
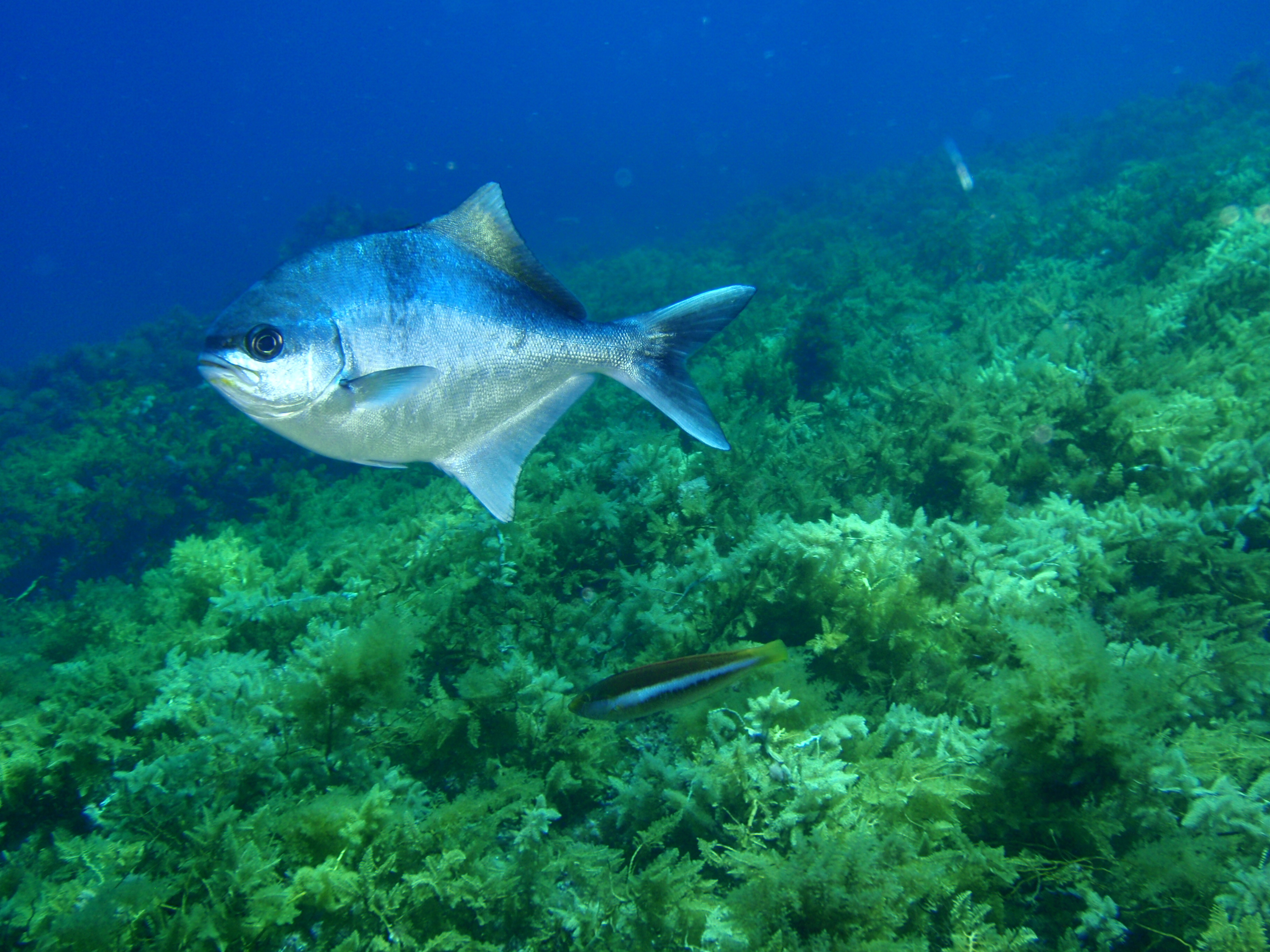
Scorpis aequipinnis
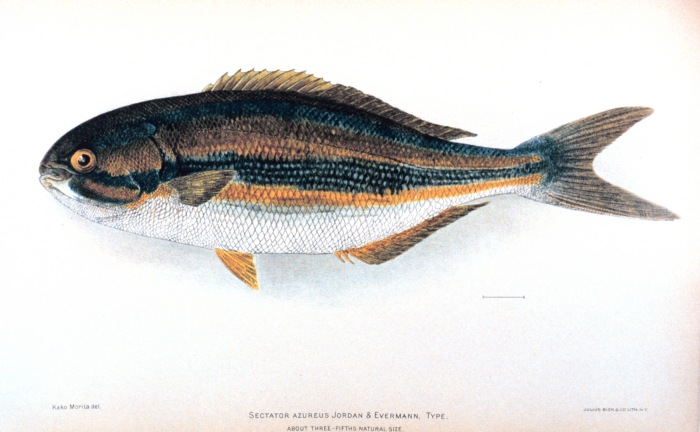
Sectator azureus
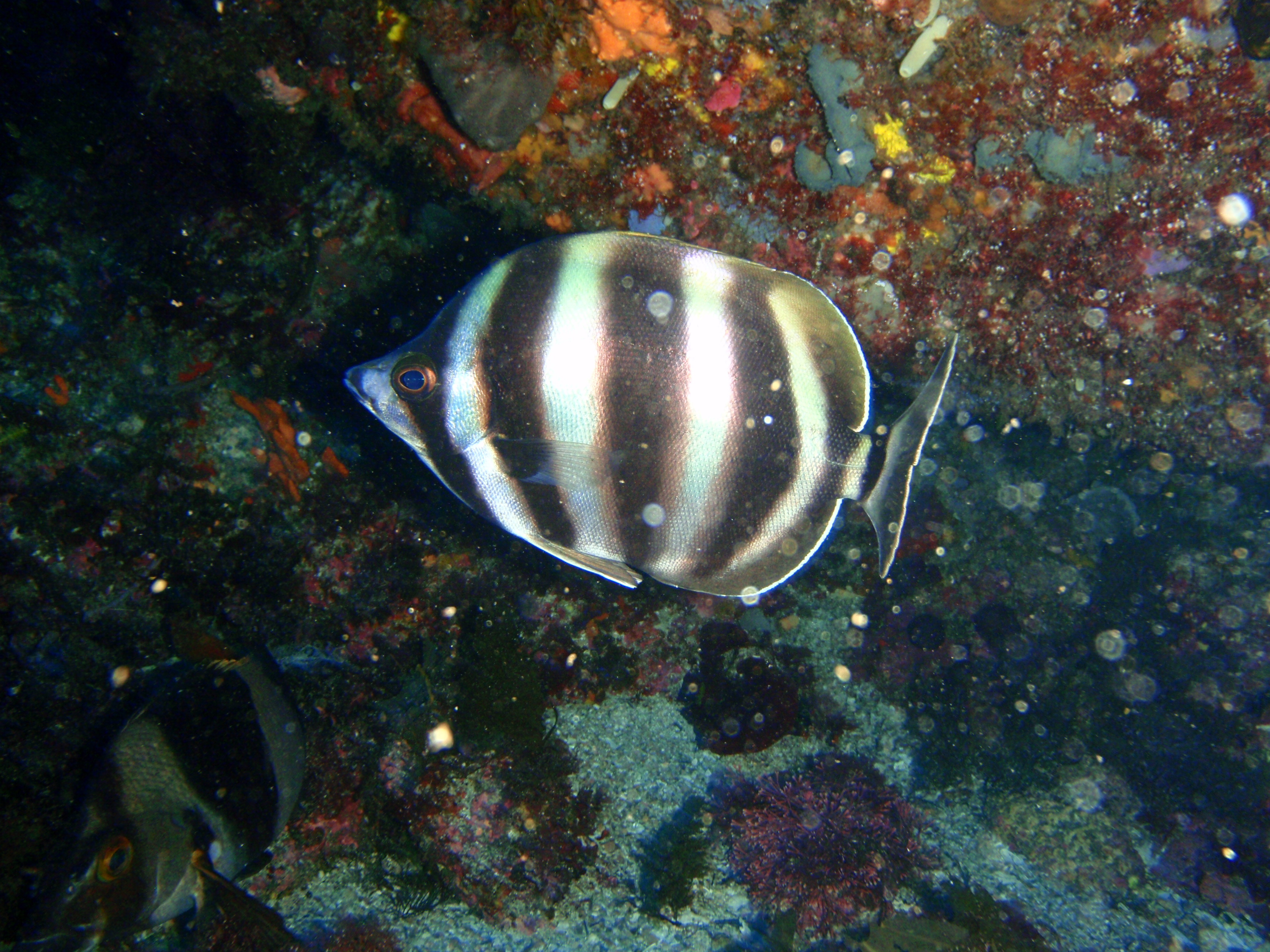
Tilodon sexfasciatus